# 何懋官
何懋官（1548年—1602年），字希賢，號方岩，浙江溫州府永嘉縣人，民籍，明朝政治人物、進士出身。

## 生平
萬曆四年（1576年）丙子科浙江鄉試第四十六名，萬曆五年（1577年）丁丑科會試第一百四十名，登第三甲第一百四十二名進士。万历十二年（1584年）接替陈文任崇明县知县一职，1587年由李大经接任。位于平洋沙的老县城坍塌于水后，他带领崇明县民在长沙建成了一直发展至今的新县城。转云南定远县令，再为兵部主事，后晋郎中。歷任南昌府、袁州府、衡州府知府。

## 家族
曾祖父何麒；祖父何曅；父親何珂。母王氏。重庆下。